# Sven Göhler
Sven Göhler (* 1967 in Frauenstein) ist ein deutscher Ballonfahrer aus Stadecken-Elsheim, Rheinhessen. Er besitzt den Privatpilotenschein für Heißluftballone PPL-D seit 1996, die Zulassung für gewerbliche Passagierfahrten in allen Größenklassen, die Lehrberechtigung seit 2002 und die Nachtfahrtberechtigung. Seit 2003 ist er Mitglied der Deutschen Heißluftballon-Nationalmannschaft, mehrmals auf Platz 1 der deutschen Rangliste und deutscher Teilnehmer an Weltmeisterschaften, Europameisterschaften und den World Air Games.

## Sportliche Erfolge
- World Air Games Champion 2009[1]
- Vize-Europameister 2015[2]
- Deutscher Meister 2006, 2011, 2012, 2016 und 2018[3]
- Rheinland-Pfälzischer Meister 2003, 2004 und 2005
- 4× Gewinner des German Cup, Gewinner der Norddeutschen Meisterschaft, 4× Gewinner der Thüringer Meisterschaft, Gewinner der Hessischen Meisterschaft, Gewinner der Österreichischen Staatsmeisterschaft, Gewinner der Schweizer Meisterschaft

## Ehrungen und Auszeichnungen
- DAeC-Sportler des Jahres 2006[4]
- Meisterehrung des Landessportbundes Rheinland-Pfalz 2009 und 2011
- Montgolfier Diploma 2009, höchste internationale Ballonsportauszeichnung[5]